# 西洲崎町
西洲崎町（にしすざきちょう）は、愛知県名古屋市中区の地名。

## 歴史

### 沿革
- 1872年（明治5年）- 愛知郡西洲崎町が成立[3]。
- 1878年（明治11年）12月20日 - 名古屋区編入により、同区西洲崎町となる[3]。
- 1889年（明治22年）10月1日 - 名古屋市成立により、同市西洲崎町となる[3]。
- 1908年（明治41年）4月1日 - 中区編入により、同区西洲崎町となる[3]。
- 1944年（昭和19年）2月11日 - 栄区編入により、同区西洲崎町となる[3]。
- 1945年（昭和20年）11月3日 - 栄区廃止により、中区西洲崎町となる[3]。
- 1966年（昭和41年）3月30日 - 一部が中区栄一丁目に編入される[4]。
- 1969年（昭和44年）10月21日 - 堀川部分を除く大部分が中区大須一丁目に編入される[3]。